# Смородинское сельское поселение (Грайворонский район)
Сморо́динское се́льское поселе́ние — упразднённое муниципальное образование в Грайворонском районе Белгородской области.
Административный центр — село Смородино.
19 апреля 2018 года упразднено при преобразовании Грайворонского района в Грайворонский городской округ.

## История
Смородинское сельское поселение образовано 20 декабря 2004 года в соответствии с Законом Белгородской области № 159.

## Население
| 2010  | 2011  | 2012  | 2013  | 2014  | 2015  | 2016  |
| ----- | ----- | ----- | ----- | ----- | ----- | ----- |
| 1492  | ↘1485 | ↘1481 | ↗1491 | ↘1487 | ↘1469 | ↘1461 |
| 2017  | 2018  |       |       |       |       |       |
| ↘1412 | ↘1385 |       |       |       |       |       |

## Состав сельского поселения
| № | Населённый пункт | Тип населённого пункта       | Население |
| - | ---------------- | ---------------------------- | --------- |
| 1 | Дроновка         | село                         | ↘167      |
| 2 | Почаево          | село                         | ↘692      |
| 3 | Смородино        | село, административный центр | ↘633      |

## Экономика
На территории поселения действуют сельскохозяйственное предприятие ООО «Грайворон-Агроинвест», крестьянско-фермерское хозяйство, 19 индивидуальных предпринимателей, 2 малых предприятия.

## Социальные объекты
На территории поселения находятся 2 средние школы, 2 Дома культуры, сельский клуб, 2 библиотеки, 3 фельдшерско-акушерских пункта, 3 почтовых отделения связи.